# Amram ben Scheschna
Amram ben Scheschna (Amram Gaon; gestorben um 880) war seit ca. 860 Gaon zu Sura als Nachfolger von Natronaj II.
Er war der Autor zahlreicher Responsen.
Von ihm stammt das älteste bekannte jüdische Gebetbuch (Seder Raw Amram, große liturgische Sammlung einschließlich Gebets- und Ritualvorschriften), das gleichzeitig sein bedeutendstes und sein Hauptwerk darstellt (Erstausgabe Warschau 1865).